# Mühlenstraße 32 (Wismar)
Das Büro- und Wohnhaus Mühlenstraße 32 und ehemalige Arsenal und Provianthaus in Wismar-Altstadt, Mühlenstraße am Lindengarten in der Nähe vom Bahnhof Wismar, stammt aus dem 16. Jahrhundert.
Das Gebäude steht unter Denkmalschutz. Es wird heute für Büros und Arztpraxen, durch eine Apotheke sowie ein Pflegezentrum genutzt.

## Geschichte
Das dreigeschossige, elfachsige, klar gegliederte, verputzte Gebäude mit einem Mezzaningeschoss und zwei symmetrischen Risaliten wurde 1698 als königlich-schwedisches Arsenal und Provianthaus errichtet; es war Teil der schwedischen Festungsanlage der Stadt. Zunächst war das Zeughaus ca. 20 Jahre lang das Magazingebäude für Kriegsgeräte. Es gab dann häufigere Nutzerwechsel und Umbauten, u. a. ab 1750 als Packhaus und Kornspeicher, im Deutsch-Französischen Krieg (1870/71) für französische Kriegsgefangene, ab 1875 als Knabenbürgerschule und ab 1882 als Kaserne. Dafür erfolgte ein Umbau nach Plänen von Helmuth Brunswig mit einem neuen Stockwerk.
1944 zerstörten Bomben das Haus teilweise, das 1947 saniert und bis 1994 als städtische Poliklinik genutzt wurde. Der IHB Wismar Bauträger kaufte das Objekt und es wurde auch mit Mitteln der Städtebauförderung bis 1995 nach Plänen des Ingenieurbüros Spieler mit rund 2200 m² Nutzfläche zum Bürohaus für das Arbeitsamt (heute Job-Center Wismar) und die Apotheke am Lindengarten umgebaut.